# Eudendrium irregulare
Eudendrium irregulare är en nässeldjursart som beskrevs av John Fraser 1922. Eudendrium irregulare ingår i släktet Eudendrium och familjen Eudendriidae. Inga underarter finns listade i Catalogue of Life.